# Доњи Шарампов
Доњи Шарампов је бивше насељено место у саставу Града Иванић-Града, у Загребачкој жупанији, Хрватска. На попису 2011. године насеље је укинуто и припојено насељу Иванић-Град.

## Становништво
На попису становништва 1991. године, насељено место Доњи Шарампов је имало 600 становника, следећег националног састава:
| Попис 1991.‍  | Попис 1991.‍  | Попис 1991.‍ | Попис 1991.‍ | Попис 1991.‍ |
| ------------ | ------------ | ----------- | ----------- | ----------- |
|              |              |             |             |             |
| Хрвати       | Хрвати       |             | 578         | 96,33%      |
| Југословени  | Југословени  |             | 7           | 1,16%       |
| Срби         | Срби         |             | 5           | 0,83%       |
| Муслимани    | Муслимани    |             | 3           | 0,50%       |
| Словенци     | Словенци     |             | 2           | 0,33%       |
| неопредељени | неопредељени |             | 1           | 0,16%       |
| непознато    | непознато    |             | 4           | 0,66%       |
| укупно: 600  |              |             |             |             |